# Pterocarpano

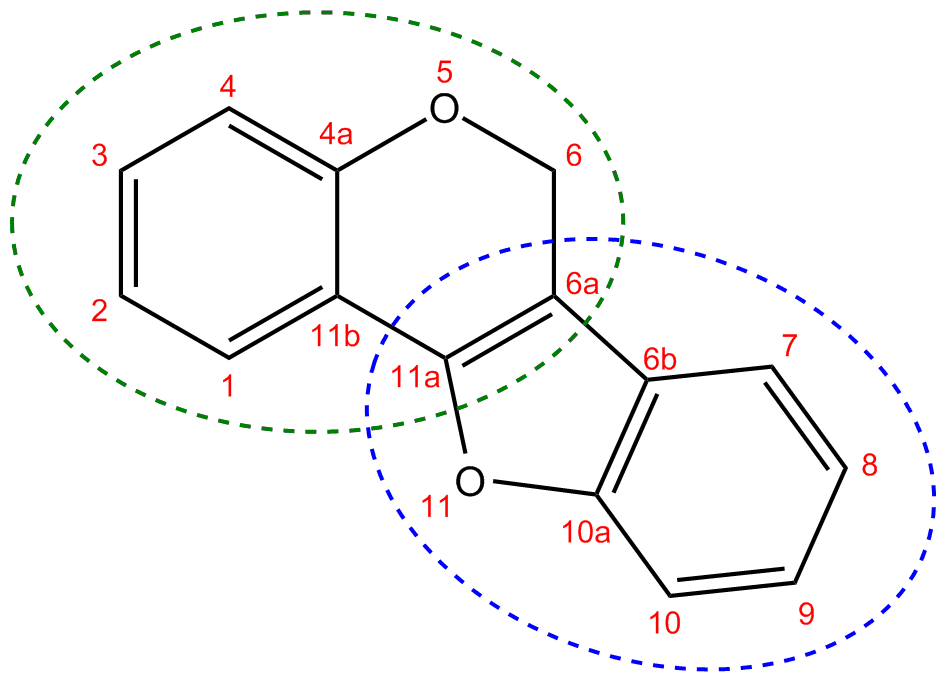
Pterocarpano estructura química. Se compone de un 1-benzofuran fracción (círculo azul de puntos) fusionado a un 2 H cromeno fracción (círculo verde de puntos). El nombre sistemático para ello es 6 H - [1] benzofuro [3,2-c] cromeno. La nueva numeración de la fracción resultante se muestra con números rojos.

Pterocarpanos son derivados de isoflavonoides que se encuentran en la familia Fabaceae. Es un grupo de compuestos que puede ser descrito como benzo-pirano-furano-bencenos (es decir, 6H-[1]benzofuro[3,2-c] cromeno esqueleto) que se puede formar por acoplamiento del anillo B a la 4 posición.
2'-reductasa hydroxyisoflavone es la enzima responsable de la conversión en Cicer arietinum y glyceollin sintasa para la producción de glyceollinas, fitoalexinas en la soja.

## Compuestos conocidos

Medicarpin estructura química

Phaseolin – a prenylated pterocarpan – estructura química

Glyceollin III – a prenylated pterocarpan – estructura química

- Bitucarpin A y B, aislado de las partes aéreas de las plantas mediterráneas Bituminaria morisiana y Bituminaria bituminosa[4]
- Erybraedin A y B, aislado de los tallos de Erythrina subumbrans[5] y C, aislado de las hojas de Bituminaria morisiana[6]
- Erythrabyssin II, erystagallin A, erythrabissin-1, y erycristagallin aislado de los tallos de Erythrina subumbrans[5]
- Glycinol, glyceollidin I y II, glyceollins (glyceollin I, II, III y IV), que se encuentra en la soja (Glycine max)[7]
- Glycyrrhizol A, aislado de la raíz de la planta de regaliz chino (Glycyrrhiza uralensis)
- Maackiain, aislado de la raíz de Maackia amurensis subsp. Buergeri[8]
- Medicarpin, que se encuentra en Medicago truncatula
- Morisianine, aislados de las semillas de Bituminaria morisiana[9]
- Orientanol A, aislada de la madera de Erythrina orientalis[10]
- Phaseolin, que se encuentra en las semillas de frijol francés[11]
- Pisatin, que se encuentra en Pisum sativum[12]
- Striatine, aislado de las partes aéreas de Mundulea striata[13]
- Trifolirhizin, que se encuentra en Sophora flavescens